# Caloplaca schoeferi
Caloplaca schoeferi är en lavart som beskrevs av Poelt. Caloplaca schoeferi ingår i släktet orangelavar och familjen Teloschistaceae.   Inga underarter finns listade i Catalogue of Life.